# Iglesia de San Pedro Apóstol (Barracas)
La iglesia parroquial de San Pedro de Barracas, en la comarca del Alto Palancia, provincia de Castellón, España, es un templo católico que está catalogado como Bien de Relevancia Local con código identificativo: 12.07.020-001, según consta en la Dirección General de Patrimonio Artístico de la Generalidad Valenciana.

## Descripción
La iglesia de San Pedro de Barracas pertenece al Arciprestazgo 2 —conocido como «de San Antonio Abad», cuyo centro está en Jérica— de la diócesis de Segorbe-Castellón. Puede considerarse de estilo gótico, presentando como elementos definitorios del estilo bóvedas estrelladas y un rosetón sobre el altar mayor.

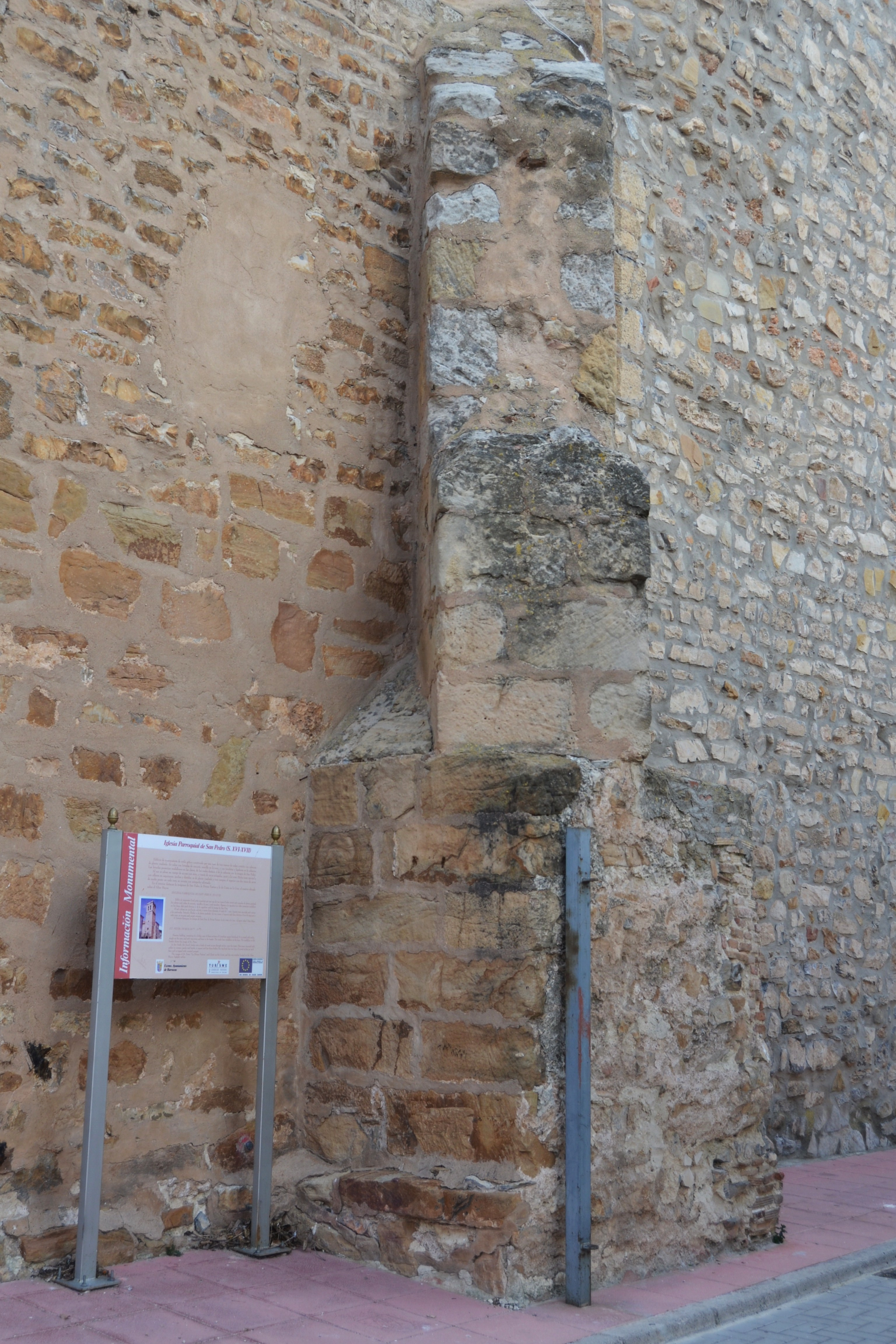
Detalle del contrafuerte externo

Ya fue reformada en el mismo siglo XVI, y sufrió una última reforma en el año 1971, en la que entre otras cosas, se tapió un pórtico central con arco rebajado, situado en la crujía central de la nave del lado de la epístola, que debía ser la entrada original al templo. La entrada actual se ubica en la primera crujía (justo donde antes debía estar el muro del coro), y presenta, a imitación de la mencionada anteriormente, un pórtico nuevo, con arco también rebajado.
La iglesia es de fábrica de mampostería, con sillares en las esquinas, con revoque de mortero en el ábside. El campanario, se encuentra en la cabecera del lado de la epístola. Se trata de una torre, de planta cuadrada con ocho vanos, construida, en el siglo XVII, con mampostería y sillares en las esquinas a modo de piedra angular, con remate de sillería. Presenta tres cuerpos y está rematada por una barandilla. La cubierta es una terraza rodeada por la mentada barandilla.

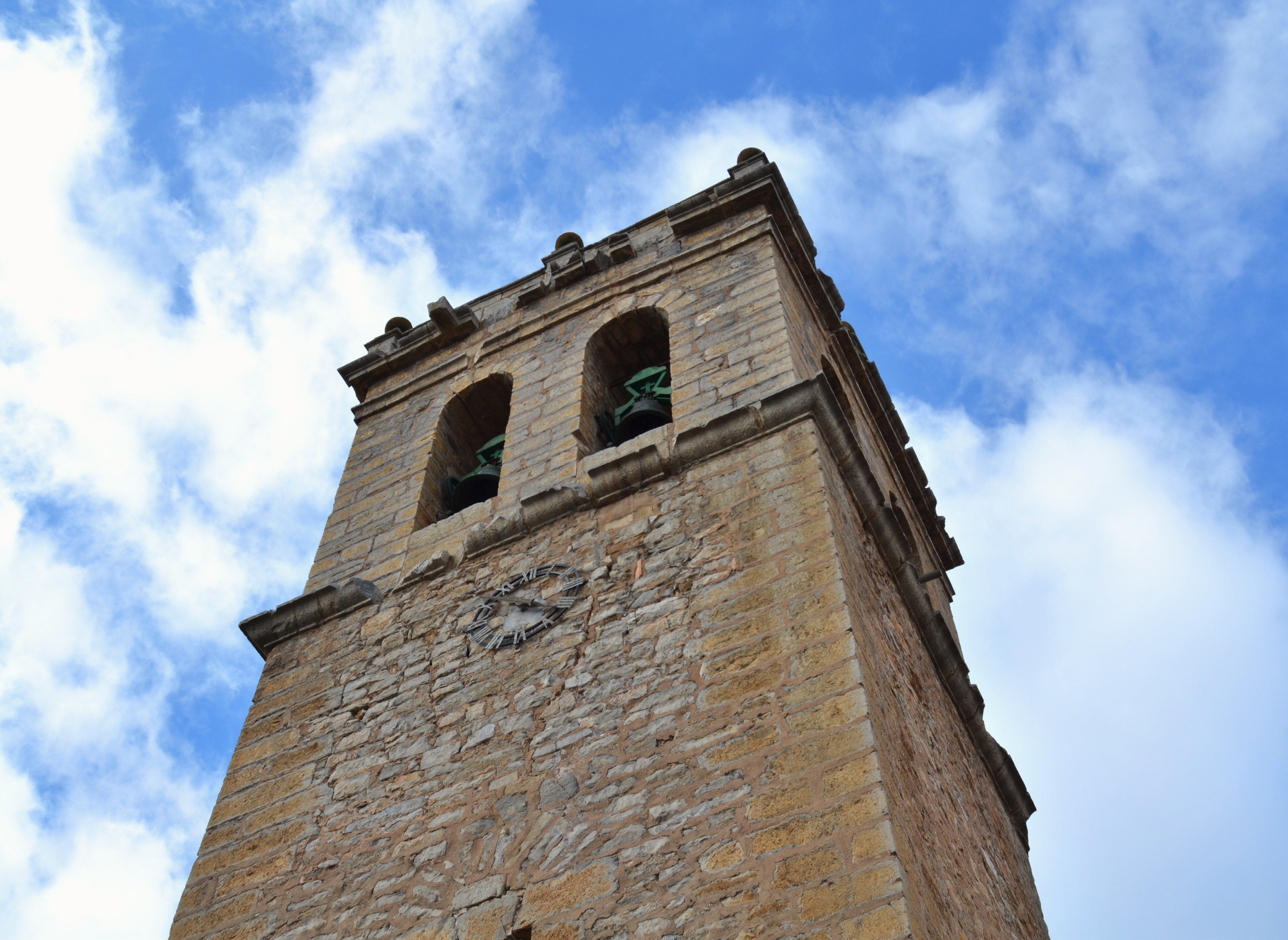
Detalle del reloj

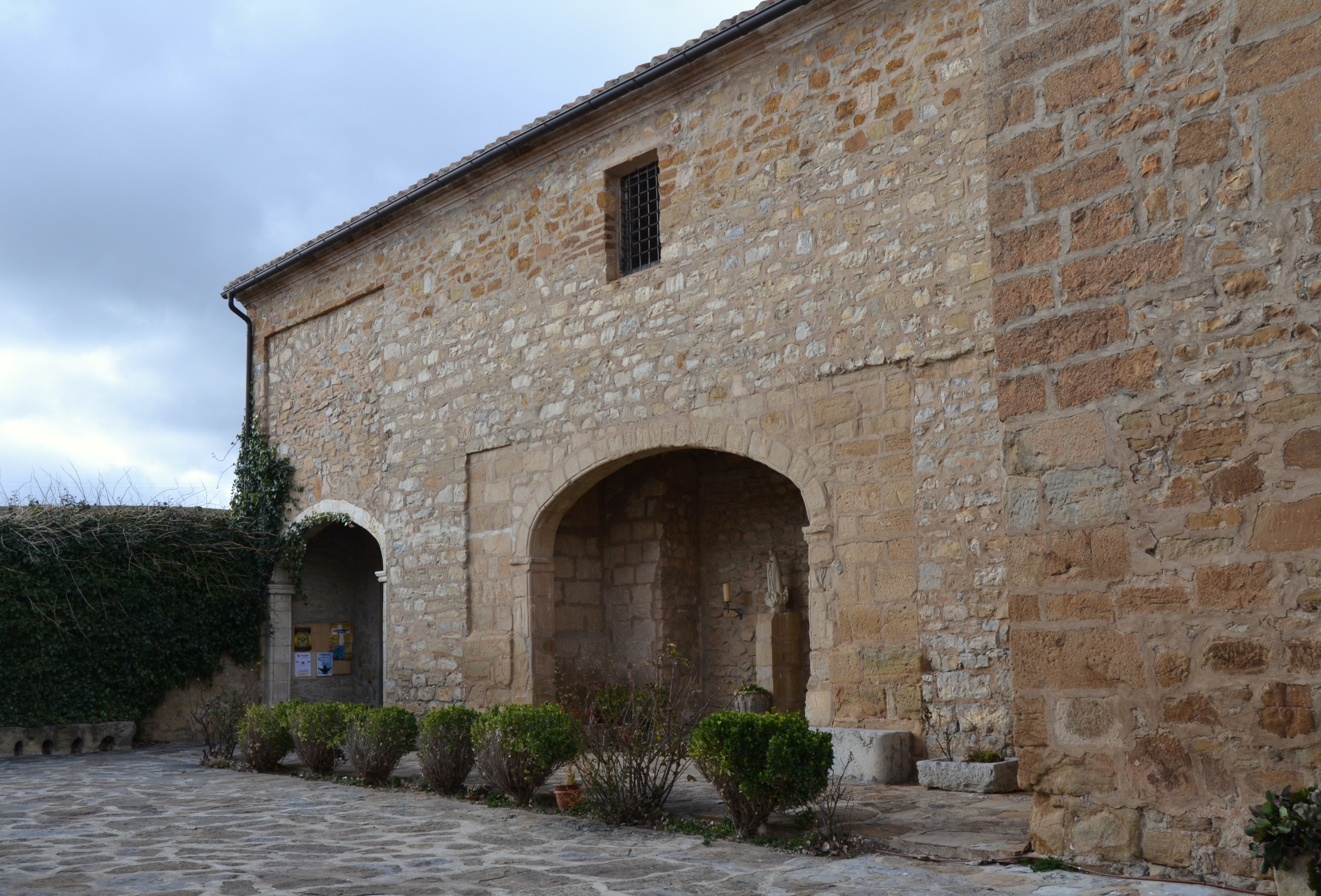
Lateral del edificio

Conserva archivo parroquial desde el año 1851, además de un inventario de muebles y archivo fotográfico actualizado.
Externamente sólo cabe destacar la presencia de contrafuertes externos, visible sobre todo al lado de los muros de la torre campanario.
Interiormente, es de planta de nave única (aunque dividida en dos crujías ) con capillas en un lateral (en el lado del evangelio), presentado diferente altura entre la nave en su central y en la parte de las capillas laterales, de modo que la cubierta, a dos aguas, presenta diferencia de niveles, estando el inferior proyectado externamente.
La estructura de la iglesia se realiza en soportes de muros y pilastras, con arcos de medio punto y bóvedas de crucería en las naves, central y lateral, mientras que en las sacristía la bóveda es de cañón. Actualmente el coro, que debía estar situado en alto y a los pies de la nave, no existe. La decoración interna es lisa y se conservan dos claves, una roseta, en el primer tramo de la nave y una “Tiara de San Pedro” en el ábside, y está hecha en piedra pintada.
Se pueden ver motivos vegetales en las ménsulas nuevas de apoyo de los nervios de la bóveda, mientras que en la ménsula sobre su espalda, los motivos son figuras humanas. Además, en el arco de una de las capillas se observan fragmentos de pintura y frente de casetones. Destacan también las figuras de San Pedro, la Divina Pastora, así como la imagen de Jesucristo en la cruz, que se encuentra en el altar mayor.
A pocos metros de la iglesia se puede encontrar la Fuente de San Pedro construida en 1576, y de la que se dice que sus aguas tienen propiedades minero medicinales. Aunque actualmente está fuera de uso, en la antigüedad servía de abastecimiento de agua en el pueblo de Barracas. Su fábrica es de piedra de sillería que forma una pequeña hornacina con una pequeña inscripción en el que se indica en 1576 y dos llaves en aspes. También está considerada Bien de Relevancia Local, con código identificador: 12.07.020-009.